# Askim Gummivarefabrik
Askim Gummivarefabrik var en norsk gummiindustri som tillverkade produkter under varumärket Viking. Bolaget hette från 1971 Viking-Askim och hade sitt huvudkontor i Askim i Östfold. Bolaget grundades 1920 som efterträdare till Viking Gummivarefabrik som grundats av Peter Mathias Røwde i Heggedal i Asker 1906. Fabriken i Askim lades ned 1991. Varumärket för fordonsdäck ingår idag i Continental AG medan tillverkningen av skor är ett fristående bolag.

## Historia

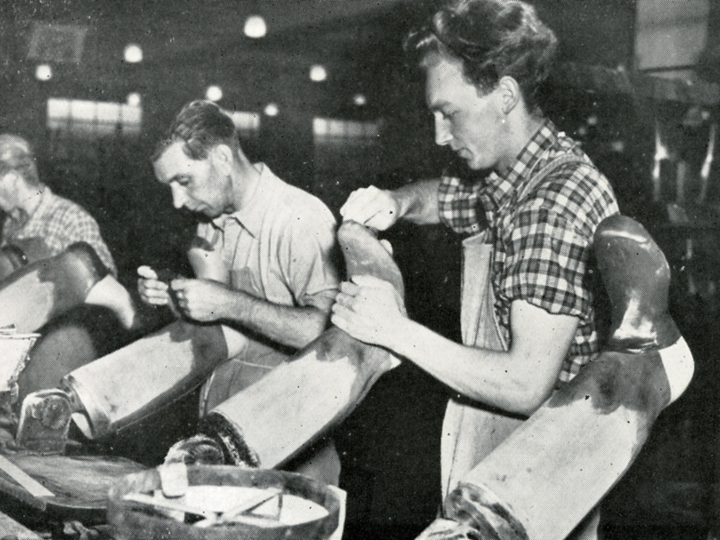
Tillverkning av gummistövlar i Askim

Peter Mathias Røwde (1876–1955) startade gummifabriken i Askim. Han hade grundat grossistfirman Røwde & Co som bland annat importerade galoscher från Gislaved. Røwde ville ha norsk tillverkning av gummiprodukter istället för import och 1906 grundade han Viking gummivarefabrikk i Heggedal i Asker. Gislaveds gummifabrik stödde etableringen och gick in med kapital. Fabriken ödelades i en brand och en ny fabrik försenades av första världskriget. 1920 stod en ny fabrik klar i Askim under namnet Askim gummivarefabrikk.
Gummiproduktionen utvigdes till förutom galoscher gummistävlar, skor, stövletter, sandaler och fotbollsskor. 1931 började bolaget tillverka bildäck under namnet Viking. På 1960-talet lanserades flera framgångsrika skomodeller som stövlarna Cherrox, vandringsskorna Rocky och seglarstövlar. På 1970-talet följde sneakermodellen Retro Trim som nyproducerats under 2000-talet.

### Viking-Askim
1971 bildades bolaget Viking-Askim med fabriker runt om i Norge: Mjøndalen, Stavanger, Oslo (Gummifabriken National), Langevåg (skumgummi), Hokksund, Otta och Rjukan. Dessutom var Viking största ägare i en fabrik för tillverkning av gummistövlar i Malaysia. Under 1970-talet etablerade sig bolaget som OEM-tillverkare av däck åt bland annat Volvo och Volkswagen. Detta var på grund av Norges bestämmelser gällande import av bilar där särkrav ställdes på bland annat däcken. Verksamheten breddades genom köpet av snackstillverkaren Polly Fabrikker i Skien.
Borregaard blev största ägare i bolaget som stegvis kom att upplösas. Fabrikerna i Mjøndalen och Stavanger togs över av Trelleborg AB. 1999 togs skotillverkningen över av Vredestein genom bolaget Hevea. 1984 lades däcktillverkningen i ett separat bolag, Viking Dekk A/S, som såldes till Gislaveds ägare Kooperativa Förbundet och 1987 samlades däcktillverkningen i Nivis Tyre AB. Nivis Tyre AB ägdes av Kooperativa Förbundet genom KF Industri AB. Bolaget köptes i sin tur av Continental AG 1992. När produktionen av däck upphörde i Norge fortsatte tillverkningen av Vikingdäck i Gislaved.